# يوسف بن سليمان التينملي
يوسف بن سليمان التينملي هو زعيم مصمودي من قبيلة أهل تينمل  في الأطلس الكبير بالمغرب الأقصى. كان شخصية بارزة في تأسيس الدولة الموحدية ، ثم في الخلافة في عهد الخليفة الأول عبد المؤمن ، وربما في عهد خليفته.
وبحسب معظم المصادر كان يوسف جزء من مجلس الخمسين . وحسب عبد الواحد المراكشي ، فإن يوسف كان عضو في مجلس العشرة  كذلك،  ، مثل أخيه عبد الله بن سليمان.

## سيرة شخصية
كان عبد المؤمن بن علي يعين مشايخ الموحدين بالمناصب العسكرية العليا. ففي حوالي 1161-1162، عين الشيخ يوسف بن سليمان واليا على قرمونة.